# Kōichi Kido
Markis Kōichi Kido, född  18 juli 1889 i Tokyo, död 6 april 1977 i Tokyo, var japansk politiker och kejsare Hirohitos närmaste rådgivare under andra världskriget.
Kōichi Kido tillhörde Japans nya adel och var född in i politiken. Hans far var systerson till Kido Takayoshi, en av upprorsmännen som hade verkat för Meijirestaurationen och sedan hade byggt upp det kejserliga Japans stat. Hans svärfar var greve och general i den kejserliga japanska armén.
Efter studier vid Gakushūins gymnasium och Kejserliga universitetet i Kyoto (nuv. Kyotouniversitetet) tillträdde Kido sin första post på dåvarande jordbruks-, handels- och industriministeriet. 1930 gick han, på sin vän Fumimaro Konoes inrådan, över till att arbeta vid det kejserliga kabinettet. 1937 tillträdde han sin tjänst som kultur- och utbildningsminister, tillika social- och hälsominister. 1939 gick han vidare till att bli inrikesminister, och året därpå avancerade han till att bli naidaijin, kejsarens egen minister.
Naidaijin hade ansvaret för det kejserliga sigillet och översåg all administration av kejserliga dekret och kungörelser. Under Shōwa-epoken var detta den de facto mäktigaste politiska posten, då naidaijin var kejsarens närmaste rådgivare och ensam kunde avgöra vem som fick – och inte fick – audiens hos kejsaren. Tillsammans med sina studiekamrater Fumimaro Konoe och Kumao Harada kom Kido att tillhöra det politiska toppskiktet under det kejserliga Japans sista fem år.
Under andra världskrigets första år stödde Kido premiärminister Hideki Tōjō men började då krigslyckan mot amerikanerna började vända att i hemlighet arbeta för att få ett slut på kriget. Tillsammans med utrikesminister Mamoru Shigemichi försökte han få till stånd ett "heligt beslut" signerat kejsar Hirohito, men lyckades inte förrän det var för sent. 
Efter Japans kapitulation upprättades en Krigsförbrytardomstol för Fjärran östern liknande den i Nürnberg, och också kejsaren riskerade att ställas inför rätta. Som hans närmaste man verkade nu Kido för att rädda kejsarens person och ära och framlade för domstolen de s.k. "Kidodagböckerna". Dessa dokument frikände kejsaren från ansvar i kriget, men skuldbelade å andra sidan många höga militärer vilket ledde till stark kritik från dessa, som i flera fall fälldes för krigsbrott av högsta klassen. Även Kido dömdes som krigsförbrytare av "klass A" till livstids fängelse, och han blev den siste att besitta sitt ämbete.
Efter sin frigivelse 1955 drog sig Kido tillbaka från politiken och bosatte sig i Kanagawa. 1969, vid sin åttioårsdag, uppvaktades han av kejsaren. Kōichi Kido dog den 6 april 1977 på hovstatens sjukhus.